# UEFA Champions League
La UEFA Champions League, meglio nota come Champions League, o con la sigla UCL, è la più prestigiosa competizione calcistica continentale per squadre di club organizzata dalla UEFA.
La denominazione di Champions League sostituì nel 1992 quella storica di Coppa dei Campioni propriamente detta e istituita nel 1955. Fin dalla prima edizione e per i successivi trentacinque anni, tale torneo ha contemplato esclusivamente doppi turni ad eliminazione diretta e la partecipazione delle sole società vincitrici delle varie massime divisioni nazionali; negli anni novanta i requisiti per accedere alla manifestazione furono rivisti ed ampliati, inizialmente a beneficio di alcune squadre giunte seconde nel proprio campionato e in seguito includendo anche le terze e le quarte classificate, in base alla classifica della UEFA della nazione di appartenenza. Inoltre, dal 1991 sono state introdotte una o più fasi a gironi.
Nella sua formula odierna la UEFA Champions League inizia a giugno con tre turni preliminari di qualificazione ed un turno di spareggi. Le sette squadre che superano questa fase accedono a quella a gruppi, unendosi ad altre ventinove già qualificate. Le trentasei formazioni formano dunque una classifica unica, affrontandosi in partite di andata e ritorno. Le prime 8 classificate vengono ammesse alla fase ad eliminazione diretta, dal nono al ventiquattresimo posto le formazioni si affronteranno con dei Play-off; le vincenti si qualificheranno alla fase ad eliminazione diretta, che inizia nel mese di febbraio con gli ottavi di finale e culmina con la finale in gara unica, da giocarsi nel mese di maggio o giugno. Le ultime qualificate saranno eliminate dal torneo. La compagine vincitrice del torneo acquisisce il diritto a disputare l'incontro valido per l'assegnazione della Supercoppa europea e si qualifica sia alla Coppa Intercontinentale FIFA sia alla Coppa del mondo per club.
La società più titolata nella manifestazione è il Real Madrid con 15 trofei, seguita dal Milan con 7 successi. La competizione vanta ventiquattro club vincitori, tredici dei quali plurimi: oltre ai due citati, anche Liverpool e Bayern Monaco (6 titoli), Barcellona (5 titoli), Ajax (4), Inter e Manchester Utd (3), Benfica, Nottingham Forest, Porto, Juventus e Chelsea (2).
Solo due squadre hanno vinto la coppa giocando la finale nel proprio stadio: il Real Madrid al Santiago Bernabéu nel 1957 e l'Inter a San Siro nel 1965, mentre la Roma e il Bayern Monaco hanno perso la finale disputata in casa, entrambe dopo i tiri di rigore, rispettivamente all'Olimpico nel 1984 e all'Allianz Arena nel 2012. La Juventus e il Benfica sono due squadre che, pur avendo vinto due volte la competizione, vantano statistiche negative: infatti gli italiani hanno all'attivo sette sconfitte su nove finali giocate, mentre i portoghesi hanno perso cinque volte su sette finali. Milano e Manchester sono le città che vantano ciascuna due squadre vincitrici della massima competizione calcistica continentale; Francisco Gento, Nacho, Daniel Carvajal, Luka Modrić e Toni Kroos sono i più titolati tra i calciatori, con un totale di sei Coppe dei Campioni/UEFA Champions League vinte.

## Storia
La prima edizione della Coppa dei Campioni d'Europa, ideata nel 1955 dal giornalista francese Gabriel Hanot, si tenne nella stagione 1955-1956. Vi parteciparono sedici squadre, alcune delle quali invitate alla competizione: Milan, Aarhus, Anderlecht, Djurgården, Gwardia Varsavia, Hibernian, Partizan, PSV, Rapid Vienna, Real Madrid, Rot-Weiss Essen, Saarbrücken, Servette, Sporting Lisbona, Stade Reims, Vörös Lobogó. La prima partita del torneo, tra Sporting Lisbona e Partizan Belgrado, si tenne il 4 settembre 1955 e finì con il risultato di 3-3. Nella finale del Parco dei Principi di Parigi, il Real Madrid batté lo Stade de Reims per 4-3, divenendo la prima squadra campione d'Europa.
Negli anni a venire i madrileni consolidarono il proprio dominio continentale, aggiudicandosi il trofeo anche nel 1956-1957 (nella finale contro la Fiorentina allo stadio Santiago Bernabéu di Madrid), nel 1957-1958 (nella finale dello stadio Heysel di Bruxelles contro il Milan), nel 1958-1959 (ancora contro lo Stade Reims, nella finale del Neckarstadion di Stoccarda) e nel 1959-1960 (all'Hampden Park di Glasgow contro l'Eintracht Francoforte, battuto per 7-3 nella finale con più gol della storia della competizione).
Nel 1960-1961, con il Real Madrid eliminato al primo turno dai connazionali del Barcellona, lo scettro europeo fu preso dal Benfica, che nella finale dello stadio Wankdorf di Berna ebbe la meglio proprio sui catalani. I portoghesi si aggiudicarono il trofeo anche nel 1961-1962, quando, sotto la guida della stella Eusébio, sconfissero in finale il Real Madrid allo stadio Olimpico di Amsterdam. Al Benfica non riuscì il tris, visto che nella finale del 1962-1963 fu sconfitto dal Milan: grazie alla doppietta di José Altafini nella finale disputata allo stadio di Wembley, i rossoneri divennero la prima squadra italiana a mettere in bacheca il massimo trofeo continentale. Le due annate successive (1963-1964 e 1964-1965) videro la doppia affermazione dell'Inter, che in finale sconfisse prima il Real Madrid (nella finale dello stadio Ernst Happel di Vienna) e poi il Benfica (nella finale dello stadio Meazza di Milano), diventando la prima compagine italiana a vincere la Coppa dei Campioni per due anni di seguito. Dopo un altro successo del Real Madrid nel 1965-1966 (in finale contro il Partizan), fu la volta del Celtic, che in finale batté l'Inter (giunta alla terza finale in quattro anni), diventando la prima squadra britannica a vincere la competizione. Seguì il successo del Manchester Utd, prima squadra inglese ad aggiudicarsi la prestigiosa manifestazione, battendo in finale il Benfica. Nel 1969 vi fu il bis del Milan, che in finale sconfisse nettamente l'Ajax grazie alla tripletta di Pierino Prati.
La prima metà del decennio seguente fu caratterizzata dal predominio delle olandesi: nel 1970 il Feyenoord fece sua la coppa, per poi cedere il testimone ai rivali dell'Ajax di Rinus Michels, che vinse tre Coppe dei Campioni di fila dal 1971 al 1973. Il triennio successivo vide imporsi il Bayern Monaco, anch'esso vincitore di tre titoli europei consecutivi, dal 1974 al 1976. Sul finire degli anni '70 e nei primi anni '80 il calcio inglese tornò egemone in ambito continentale: si affacciò alla ribalta europea il Liverpool, vincitore del torneo nel 1976-1977, nel 1977-1978 e nel 1980-1981, e salì sul tetto d'Europa il Nottingham Forest, vincitore a sorpresa nel 1978-1979 e confermatosi campione nel 1979-1980. Negli anni settanta altre nazioni portarono per la prima volta una propria rappresentante in finale di Coppa dei Campioni: nel 1971 la Grecia, nel 1978 il Belgio e nel 1979 la Svezia, sconfitte in ogni caso. Il dominio inglese della fine degli anni '70, inizio anni '80, fu confermato dall'affermazione dell'Aston Villa nel 1981-1982 e da una nuova vittoria del Liverpool nel 1983-1984 (nella prima finale del torneo decisa ai tiri di rigore, all'Olimpico contro la Roma), mentre nel 1982-1983 erano stati i tedeschi dell'Amburgo ad aggiudicarsi il trofeo, interrompendo una striscia di sei successi consecutivi di squadre inglesi. Al termine della finale del 1984-1985, oscurata dai gravi incidenti pre-partita, la Juventus, alla sua terza finale, vinse per la prima volta la Coppa dei Campioni, contro il Liverpool. Le squadre inglesi, a seguito dei disordini provocati dagli hooligan nella finale di Bruxelles, subirono un bando di cinque anni dalla competizione (il Liverpool di sei) e negli anni seguenti nuove realtà assursero alla gloria continentale. Nel 1985-1986 la Steaua Bucarest divenne, vincendo ai tiri di rigore, la prima compagine rumena e dell'Europa orientale a vincere il torneo. Seguirono due altre prime volte, quella del Porto nel 1986-1987 e quella del PSV nel 1987-1988. Sul finire degli anni '80 tornò a grandi livelli il Milan, allenato da Arrigo Sacchi: i rossoneri si aggiudicarono il trofeo nel 1988-1989 (tornando al successo dopo vent'anni) e nel 1989-1990. Gli anni '90 proseguirono con le prime affermazioni di Stella Rossa (1990-1991, ai tiri di rigore), Barcellona (1991-1992) e Olympique Marsiglia (1992-1993); quest'ultima fu la prima compagine francese a vincere la "coppa dalle grandi orecchie", che nel frattempo aveva introdotto una fase a gironi e aveva cambiato la sua storica denominazione in UEFA Champions League. Nel 1993-1994 il trofeo fu vinto dal Milan di Fabio Capello (impostosi in finale contro il Barcellona per 4-0, mentre l'anno dopo fu il giovane Ajax a detronizzare i milanisti, giunti alla terza finale consecutiva, sconfiggendoli a Vienna. Nel 1995-1996 tornò al successo la Juventus, che batté l'Ajax, campione in carica, ai tiri di rigore. La stessa Juventus fu sconfitta in finale nel 1996-1997 dal Borussia Dortmund (al primo successo nella competizione) e, alla terza finale consecutiva (la settima consecutiva per una squadra italiana), nel 1997-1998 dal Real Madrid, tornato al successo dopo trentadue anni; quest'ultima edizione fu la prima aperta alla partecipazione delle seconde classificate dei principali campionati. Il Novecento si chiuse con l'emozionante finale del Camp Nou del 1998-1999, vinta dal Manchester United grazie a due reti siglate nei minuti di recupero, che ribaltarono il gol segnato dal Bayern Monaco.
Gli anni duemila si aprirono con un ulteriore allargamento dei criteri di ammissione al torneo, con l'ingresso delle prime quattro classificate di ciascuno dei campionati delle nazioni con il migliore coefficiente UEFA. Nel 2000 (finale contro i connazionali del Valencia) e nel 2002 il Real Madrid aggiunse due altre coppe d'Europa alla propria bacheca, mentre nel 2001 il Bayern Monaco era tornato alla vittoria dopo venticinque anni, battendo ai rigori il Valencia, giunto alla seconda finale consecutiva. Nel 2003, all'Old Trafford di Manchester, fu il Milan a trionfare, nella prima finale "italiana" della competizione, battendo la Juventus ai tiri di rigore. Nel 2004 fu la volta del bis del Porto, mentre l'anno dopo, a ventun anni dall'ultimo alloro nel torneo, tornò al successo il Liverpool, autore di una clamorosa rimonta sul Milan e vincitore dopo i rigori nella finale di Istanbul. Nel 2006 il Barcellona centrò il proprio bis, tornando a vincere la coppa dopo quattordici anni, mentre nel 2007 fu nuovamente il Milan di Ancelotti, alla terza finale in cinque anni, a vincere, per la settima volta, la UEFA Champions League, nella finale-"rivincita" contro il Liverpool. Nella finale "inglese" del 2008 il Manchester United ebbe la meglio sul Chelsea ai tiri di rigore, conquistando il terzo titolo nella manifestazione. Il Manchester United fu ancora finalista nell'annata successiva, ma questa volta battuto dal Barcellona, che riuscì a centrare il suo terzo successo. Nel 2010 l'Inter di Mourinho tornò a vincere il trofeo dopo quarantacinque anni, mettendo a segno il triplete, unico club italiano a farlo.
Negli anni duemiladieci si assisté al predominio delle squadre spagnole. Il decennio si aprì con la vittoria, nel 2011, del Barcellona, ancora una volta sugli inglesi del Manchester United; seguì la prima affermazione del Chelsea, nel 2012. Nel 2013 il Bayern Monaco, alla terza finale in quattro anni, nel Klassiker contro il Borussia Dortmund (prima finale "tedesca" del torneo), tornò al successo dopo dodici anni, mentre nel 2014 il Real Madrid vinse la propria decima coppa superando in finale l'Atlético Madrid nel derby della capitale spagnola (prima finale-stracittadina della storia della manifestazione), tornando a trionfare dopo dodici anni. Dopo il quinto successo del Barcellona (2015, contro la Juventus, prima italiana in finale da cinque anni a quella parte), fu il Real Madrid a egemonizzare nuovamente la competizione, aggiudicandosela per tre anni consecutivi (2016, 2017 e 2018), evento senza precedenti dopo la riforma del 1992, portando a quattro le affermazioni consecutive di squadre spagnole. 
Dalla fine del decennio tornarono a imporsi anche le squadre britanniche, vincitrici di tre edizioni in sette anni dal 2019. Nel 2019 il Liverpool superò nella finale "inglese" i connazionali del Tottenham, salendo a quota sei titoli, mentre nel 2020 fu il Bayern Monaco a giungere a quota sei trofei, battendo il Paris Saint-Germain, giunto in finale per la prima volta. Nel 2021 una nuova finale "inglese", la terza, vide la vittoria del Chelsea contro il Manchester City, alla sua prima finale, mentre nel 2022, prima annata dopo l'abolizione della regola dei gol fuori casa, a sedersi sul trono d'Europa fu il Real Madrid di Carlo Ancelotti, divenuto l'allenatore più vincente nella storia della Coppa dei Campioni. Nel 2023, dopo due anni, tornò in finale il Manchester City, che riuscì a vincere per la prima volta il trofeo, mentre nel 2024 ci fu il quindicesimo trionfo del Real Madrid, con il quale l'italiano Ancelotti salì a quota cinque successi da allenatore nella competizione. Nel 2025, a trentadue anni dall'unico precedente, un'altra francese si aggiudicò la competizione, il Paris Saint-Germain, che battendo per 5-0 l'Inter stabilì il primato di vittoria più larga di sempre in una finale del torneo.

## Formula del torneo

### Evoluzione della formula
La formula della competizione è mutata radicalmente solo dal 1991, con l'introduzione della fase a gironi, e dal 1998, quando per ogni nazione fu ammessa più di una squadra.
- 1955-1991: tutti i turni a eliminazione diretta. Un club per nazione (la squadra campione del proprio paese) più i campioni in carica.
  - 1956-1961: nel caso in cui la squadra campione in carica sia anche la squadra campione del proprio paese, si allarga la partecipazione ai vicecampioni di quel paese.[5]
- 1991-1994: primi due turni (sedicesimi e ottavi di finale) a eliminazione diretta, fase a gironi con due gruppi da quattro squadre (in sostituzione di quarti di finale e semifinali). Le vincitrici dei due gruppi si affrontano in finale. Un club per nazione (la squadra campione del proprio paese) più i campioni in carica.
  - 1993-1994: dopo la fase a gironi sono introdotte le semifinali (in gara unica, in casa delle prime classificate dei gironi)
- 1994-1997: un turno di qualificazione a eliminazione diretta, fase a gironi con quattro gironi. Le vincitrici e le seconde classificate nei gironi accedono ai quarti di finale. Un club per nazione di medio-alto livello (la squadra campione del proprio paese) più i campioni in carica.
- 1997-1999: due turni di qualificazione a eliminazione diretta, fase a gironi con sei gironi. Le vincitrici e le due migliori seconde classificate nei gironi accedono ai quarti di finale. Fino a due squadre per nazione.
- 1999-2003: tre turni di qualificazione a eliminazione diretta, due fasi a gironi: prima fase con otto gironi e sedici squadre qualificate (le vincitrici e le seconde classificate nei gironi), seconda fase con quattro gironi. Le vincitrici e le seconde classificate nei gironi della seconda fase accedono ai quarti di finale. Introdotto il ripescaggio delle terze classificate nei gironi (della prima fase) nei sedicesimi di Coppa UEFA. Limite di quattro club per nazione.
- 2003-2024: tre turni di qualificazione a eliminazione diretta, fase a gironi con otto gironi. Le vincitrici e le seconde classificate nei gironi accedono agli ottavi di finale; le terze accedono ai sedicesimi di Coppa UEFA (quest'ultima poi ribattezzata UEFA Europa League dal 2009). Fino a quattro squadre diverse per singolo Paese.
  - dal 2009: introdotto un turno aggiuntivo di spareggio dopo il terzo turno di qualificazione.
  - dal 2015: il detentore dell'Europa League ottiene la qualificazione alla competizione e come conseguenza viene innalzato a cinque il numero massimo possibile di club iscrivibili al torneo appartenenti alla medesima federazione nazionale.
  - dal 2018: introdotto un turno preliminare coinvolgente i campioni delle ultime 4 nazioni prima del primo turno di qualificazione (il vincitore accede al primo turno di qualificazione).
  - 2021-2024: abolita la regola dei gol fuori casa. Le terze classificate nei gironi non accedono più ai sedicesimi ma agli spareggi per la fase a eliminazione diretta (playoff per gli ottavi di finale) di Europa League, in cui vanno a sfidare le seconde classificate della fase a gironi di quest'ultima competizione; chi vince si qualifica agli ottavi di Europa League.
- dal 2024: fase campionato composta da un girone unico di 36 squadre, in cui una squadra sfida altre 8 squadre, ovvero 2 squadre di ogni fascia. Non possono essere sfidate più di 2 squadre provenienti dalla stessa nazione. Le prime 8 squadre si qualificano direttamente agli ottavi; quelle dalla 9ª alla 24ª posizione passano per un ulteriore turno di play-off, finalizzato a qualificarle agli ottavi; le ultime 12 classificate vengono eliminate. La regola dei gol in trasferta rimane abolita. Inoltre le due federazioni con il coefficiente per club più alto nella stagione precedente possono iscrivere una squadra in più. Questo sistema è usato anche nelle altre due principali competizioni confederali, con leggere modifiche (in entrambe la regola del ranking non c'è, e ulteriormente in UEFA Conference League le squadre da affrontare sono 6).[6]

Fino al 1970 in caso di parità nel punteggio complessivo tra andata e ritorno si procedeva a uno spareggio e (se necessario) al lancio della moneta. Successivamente è stata introdotta la regola dei gol fuori casa e, se necessari, si disputano i tempi supplementari ed eventualmente i tiri di rigore. Dal 2021 la regola dei gol fuori casa è stata abolita e quindi in ogni caso di parità si disputano i tempi supplementari.
Fino alla fine degli anni settanta la finale, se terminata in parità, veniva ripetuta.

### Storia della formula
La formula iniziale era quella del torneo a eliminazione diretta: ad eccezione della finale, disputata in gara unica, i turni precedenti (sedicesimi, ottavi, quarti di finale, semifinali) erano giocati con gare di andata e ritorno. In caso di parità del punteggio aggregato era prevista una terza partita (spareggio) da giocare in altra nazione. Nel caso vi fossero più di trentadue squadre ai nastri di partenza, quelle con il coefficiente UEFA più basso dovevano spareggiare per entrare a far parte del tabellone principale. La vincitrice della Coppa dei Campioni era ammessa di diritto all'edizione dell'anno successivo e questo era l'unico caso in cui era possibile vedere più di una squadra per federazione; inoltre, fino alla stagione 1961-1962, se la vincitrice della Coppa dei Campioni era anche campione nazionale, la squadra seconda classificata in campionato era invitata a partecipare.
Tale formula rimase praticamente immutata per oltre trent'anni: l'unica novità fu l'introduzione, nei primi anni settanta, della regola dei gol fuori casa in luogo della partita di spareggio. Furono introdotti anche i tempi supplementari e gli eventuali tiri di rigore per le situazioni di parità aggregata con punteggi speculari. Solo sul finire degli anni ottanta si cominciarono a mettere in cantiere progetti di riforma. La struttura delle coppe europee era da sempre considerata provvisoria e riecheggiava ciclicamente quell'idea di un campionato europeo per club che era stata proposta da Gabriel Hanot decenni prima.
Il primo cambiamento alla ormai classica formula della competizione fu apportato nella stagione 1991-1992, quando furono previsti, in luogo dei quarti di finale e delle semifinali, due gruppi di qualificazione all'italiana di quattro squadre ciascuna. Il pubblico dimostrò di gradire la novità, tanto che nella successiva stagione 1992-1993 l'UEFA diede a questi nuovi raggruppamenti il nome UEFA Champions League, registrandone un logo ed un inno ufficiale.
Nel 1993-1994 fu introdotta una piccola variazione al regolamento: dopo i gruppi eliminatori fu introdotta una semifinale di sola andata (in casa delle prime classificate) tra prime e seconde, le cui vincenti andavano in finale.

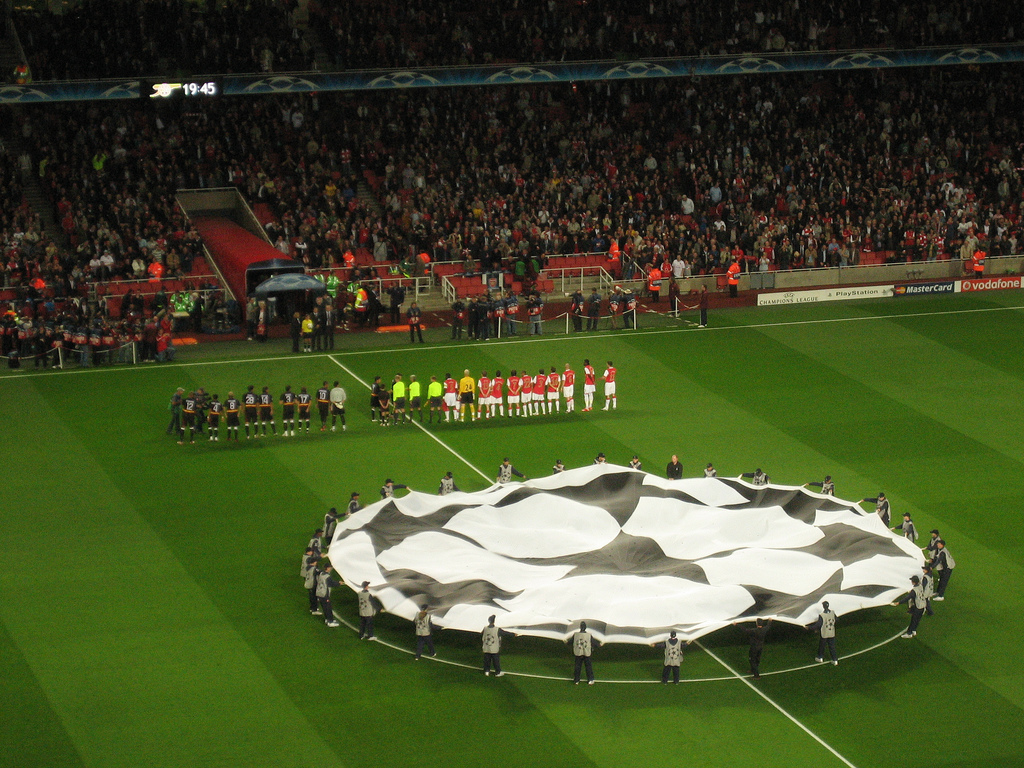
Il logo della UEFA Champions League, esibito nel cerchio di centrocampo prima di ogni partita

Un altro grande cambiamento avvenne nella stagione 1994-1995. Con l'edizione precedente, infatti, si era concluso il contratto che legava l'UEFA all'Unione europea di radiodiffusione, il quale dava diritto a quest'ultima di trasmettere in esclusiva la finale della Coppa dei Campioni. Ciò diede campo libero all'UEFA per rivedere integralmente il formato della competizione secondo canoni più appetibili per le televisioni private. L'accesso alla coppa fu dunque riservato solo a 24 squadre, ovvero i 23 migliori campioni del continente e il detentore del torneo, mentre gli altri campioni nazionali furono qualificati alla meno prestigiosa Coppa UEFA. Il termine UEFA Champions League prese ad indicare l'intera manifestazione e non solo la fase a gruppi. La Coppa si strutturò su una fase a gironi autunnale, allargata a 16 squadre (4 gruppi da 4 squadre), ed una ad eliminazione diretta primaverile, a partire dai quarti di finale a cui accedevano le prime due di ogni gruppo; accedevano direttamente ai gironi i detentori della coppa e i vincitori dei migliori 7 campionati, mentre le altre 16 squadre partecipavano ad un turno preliminare, attraverso il quale venivano individuate le restanti 8 formazioni che avrebbero preso parte alla fase a gruppi.
Un'ulteriore svolta avvenne con la stagione 1997-1998, quando fu abrogata quella clausola che era divenuta l'essenza stessa della Coppa dei Campioni: la partecipazione dei soli campioni nazionali in carica. In quell'anno, infatti, se il meccanismo dei preliminari estivi da un lato ricomprese quelle nazioni che erano state escluse tre anni prima, dall'altro aprì le porte alle seconde classificate degli otto migliori campionati continentali. La fase a gironi fu quindi allargata a 24 squadre: continuavano ad accedere direttamente ai gruppi i detentori della coppa e i vincitori dei migliori 7 campionati, mentre i restanti 16 posti erano assegnati tramite i turni preliminari, i quali per la prima volta nella storia diventarono due e nel secondo di essi parteciparono anche le 8 seconde classificate; le 16 squadre sconfitte nell'ultimo turno preliminare accedevano al primo turno della Coppa UEFA. Si qualificavano per la fase ad eliminazione diretta 8 formazioni, ovvero le prime di ognuno dei 6 gironi e le 2 migliori seconde.
La paventata ipotesi di una Superlega fra le migliori società europee spinse nel 1999 l'UEFA a ridisegnare l'intero impianto delle sue tre coppe. La porta della Champions League venne aperta anche alle terze classificate delle sei principali federazioni ed alle quarte classificate delle migliori tre. La competizione finì quindi per annoverare ben due fasi a gironi, seguite da due turni ad eliminazione diretta più la finale. Per laurearsi campione era dunque necessario disputare ben 17 gare, se non 19, 21 o addirittura 23 nel caso di partenza dai preliminari. La Champions League assunse quindi un ruolo di assoluto predominio nell'immaginario sportivo collettivo, relegando in una posizione marginale la Coppa UEFA e determinando l'abrogazione della Coppa delle Coppe. La crescente visibilità e importanza della Champions League ha portato con sé un calo di interesse per le altre competizioni continentali (per questo motivo nel 2009 la UEFA ha cercato di ovviare a questo problema riformando la Coppa UEFA e ribattezzandola UEFA Europa League). Il torneo si strutturava quindi su tre turni preliminari, attraverso i quali si qualificavano per i gironi 16 squadre (le 16 perdenti dell'ultimo turno preliminare venivano ammesse al primo turno della Coppa UEFA), che andavano ad aggiungersi alle 16 già ammesse direttamente, ovvero le vincitrici dei 9 campionati nazionali più importanti, le seconde delle migliori 6 federazioni e il detentore del torneo, per formare una prima fase a gruppi composta da 32 squadre (8 gironi da 4), dalla quale le prime due di ogni girone accedevano alla seconda fase a gruppi composta da 16 squadre (4 gironi da 4), mentre le terze venivano ripescate nei sedicesimi di Coppa UEFA; le prime due di ogni girone della seconda fase si qualificavano per la fase ad eliminazione diretta, la quale iniziava quindi dai quarti di finale.
Dalla stagione 2003-2004, la fase a gruppi venne ridotta ad una soltanto, con la reintroduzione degli ottavi di finale ad eliminazione diretta; per il resto del torneo venne mantenuta la struttura introdotta nel 1999, ovvero tre turni preliminari e fase a gironi con 32 squadre, con appunto la differenza che le prime due di ogni gruppo si qualificavano per gli ottavi e non più per la seconda fase a gironi; le 8 vincitrici degli ottavi accedevano ai quarti, dopo dei quali la competizione proseguiva con le semifinali e la finale in gara unica.
Nel 2009 fu operata una riforma della competizione che riguardò principalmente i turni preliminari. Le squadre ammesse direttamente ai gironi aumentarono da 16 a 22, ovvero: i campioni d'Europa, le prime tre classificate dei tre migliori campionati, le prime due delle nazioni dal 4º al 6º posto del ranking UEFA e i campioni delle federazioni comprese fra il 7º e il 12º posto. I dieci posti residui venivano attribuiti attraverso quattro turni preliminari di andata e ritorno, ad eliminazione diretta. Cinque posti erano riservati ai campioni nazionali minori che dovevano affrontare obbligatoriamente almeno due turni di qualificazione, cui se ne aggiungeva un terzo per le federazioni dal 16º posto in giù, e un quarto per i sei Paesi più piccoli. Altri cinque ingressi riguardavano invece le peggiori piazzate dei quindici migliori campionati: in questo caso si svolgevano solo due turni preliminari, dal primo dei quali erano esentati i club delle cinque migliori nazioni. Le venticinque squadre eliminate negli ultimi due turni preliminari accedevano comunque alla UEFA Europa League: le quindici eliminate al terzo turno erano obbligate ad affrontare l'ultimo turno preliminare, mentre le dieci eliminate al quarto turno entravano direttamente nella fase a gironi della seconda competizione continentale. Dalla fase a gironi in poi, il torneo manteneva il format introdotto nel 2003. Altri piccoli ritocchi riguardarono il calendario: gli ottavi vennero spalmati su quattro settimane, due per l'andata e due per il ritorno, con quattro partite ogni settimana, e la finale fu spostata al sabato, per agevolare l'afflusso del pubblico all'atto conclusivo della manifestazione.
Il 23 maggio 2013 il Comitato Esecutivo dell'UEFA ha deliberato, a partire dalla stagione 2015-2016, la partecipazione in UEFA Champions League della vincitrice della UEFA Europa League; precisamente è stato stabilito che il detentore della seconda coppa continentale ha un posto garantito nei playoff di Champions dell'edizione successiva, con la possibilità di accedere direttamente ai gironi se il detentore della competizione maggiore è già qualificato a questa fase tramite il piazzamento in campionato; come conseguenza di questa riforma, il limite massimo di club per nazione è stato aumentato da quattro a cinque.
Il 26 agosto 2016 la UEFA ha annunciato alcuni cambiamenti, in vigore a partire dalla stagione 2018-2019, ovvero: la vincitrice dell'Europa League ha sempre un posto garantito nei gironi, indipendentemente dal piazzamento in campionato del detentore della Champions, e le prime 4 classificate nei campionati delle migliori 4 nazioni del ranking UEFA accedono direttamente alla fase a gruppi. Come conseguenza di queste riforme, 26 club accedono direttamente ai gironi (vedi sezione Squadre ammesse), quindi i posti attribuiti attraverso i preliminari sono solo 6, di cui 4 per il percorso campioni e 2 per il percorso piazzati. Per via della diminuzione dei posti disponibili nei gironi, i turni preliminari sono stati adattati e in particolare nel percorso campioni è stato introdotto un quinto turno, che viene disputato dai vincitori dei campionati nazionali delle ultime quattro federazioni, giocato sotto forma di minitorneo (semifinali e finale) con partite secche, il cui vincitore accede al primo turno di qualificazione, mentre nel percorso piazzati è stato introdotto un terzo turno. Da questa stagione, inoltre, ogni squadra eliminata nei turni di qualificazione (sia campioni che piazzati) accede all'Europa League, quindi non più solo quelle eliminate negli ultimi due turni.
Dalla stagione 2021-2022 le squadre eliminate nei primi due turni di qualificazione non accedono più ai preliminari dell'Europa League, bensì a quelli della neonata UEFA Conference League; invece le squadre terze classificate nella fase a gironi non vengono più ammesse ai sedicesimi di Europa League, bensì agli spareggi per gli ottavi di finale di quest'ultima.
La fase a gruppi si compone di 8 gruppi eliminatori di 4 squadre ed ogni squadra gioca con le altre tre due volte, una in casa ed una in trasferta. Questa fase dura da metà settembre ai primi di dicembre. Le terze classificate vengono ammesse ai playoff per gli ottavi di UEFA Europa League, mentre l'ultima verrà eliminata da ogni torneo. Le prime due passano al turno successivo, ad eliminazione diretta (da metà o fine febbraio fino alla finale di maggio o giugno): agli ottavi le prime classificate giocheranno con le seconde ed avranno il fattore campo a favore nella partita di ritorno. Nella fase a gironi e negli ottavi per regolamento non possono disputarsi incontri fra squadre della stessa nazione.
In caso di parità di punti fra due o più squadre nella fase a gironi, si utilizzano i seguenti criteri:
- 1: maggior numero di punti negli scontri diretti (classifica avulsa);
- 2: miglior differenza reti negli scontri diretti;
- 3: maggior numero di gol segnati negli scontri diretti;
- 4: in caso di più squadre a pari punti, se dopo aver utilizzato i criteri dall'1 al 3 due o più squadre sono ancora pari, questi criteri vengono riapplicati considerando i soli incontri fra le squadre ancora in parità;
- 5: miglior differenza reti generale del girone;
- 6: maggior numero di gol segnati nel girone;
- 7: maggior numero di gol segnati fuori casa nel girone;
- 8: maggior numero di vittorie nel girone;
- 9: maggior numero di vittorie fuori casa nel girone;
- 10: miglior condotta fair play;
- 11: miglior coefficiente UEFA[14].

Fino all'edizione 2020-2021 negli incontri a eliminazione diretta a doppio turno, in caso di parità di gol segnati da entrambe le squadre al termine dei 180 minuti, era in vigore la regola dei gol fuori casa, abolita nel 2021 con entrata in vigore a partire dall'edizione 2021-2022. Pertanto dall'edizione 2021-2022 si procede direttamente con due tempi supplementari ed eventualmente tiri di rigore in caso di ulteriore parità. Anche nella finale in gara singola in caso di parità al termine dei 90 minuti regolamentari si procede con i due tempi supplementari ed eventualmente con i tiri di rigore.

### La formula attuale
Dall'edizione 2024-2025 il torneo principale non prevede più una fase a gironi, sostituita da una fase campionato che consta di un girone all'italiana da 36 squadre, in cui ognuna affronta 8 avversarie stabilite per sorteggio. Le prime 8 squadre della classifica accedono direttamente agli ottavi di finale, mentre quelle classificate dal 9º al 24º posto affrontano un ulteriore turno di spareggi incrociati per l'accesso alla fase a eliminazione diretta; le ultime 12 squadre sono eliminate dalla competizione. Viene inoltre abolita la retrocessione di 8 squadre in Europa League.

## Trofeo
La forma del trofeo così com'è conosciuta ora fu commissionata nel 1966 per 10 000 franchi svizzeri. La prima squadra a vincere la nuova coppa fu il Celtic (vincente nella finale del 25 maggio 1967 a Lisbona contro l'Inter). La forma, con i particolari manici denominati "grandi orecchie", venne approvata dall'allora segretario generale dell'UEFA, Hans Bangerter, sulla base di varie proposte presentate da uno specialista di Berna, Hans Stadelmann. I ritocchi finali furono opera dell'incisore Fred Bänninger dopo 340 ore di lavoro del figlio di Stadelmann, Jürg. La coppa ha un'altezza di 73,5 cm e un peso di 7,5 kg. Se le versioni del 1973 e del 1976 furono sostanzialmente conformi all'originale del 1966, quella del 1994 variò nel particolare della scritta Coupe des clubs champions européens, che da minuscola divenne maiuscola, e del retro, su cui si incominciarono a incidere i risultati delle finali, mentre il trofeo attuale, datato 2005, porta incisi sul retro i nomi di tutte le squadre che l'hanno vinto in precedenza ed ha le orecchie più aggraziate.
Dal 1997 il trofeo originale viene consegnato al sindaco della città ospitante la finale, così da poter essere visitato dal pubblico per uno o due mesi prima dell'incontro decisivo. Fino al 2008, per le squadre capaci di aggiudicarsi tre tornei consecutivi o cinque in tutto, era inoltre possibile trattenere in via definitiva la versione originale della coppa.
Solo cinque società detengono il trofeo originale:
- Real Madrid (Spagna), unico club ad ottenere la Coppa dei Campioni originaria (sostituita poi dal modello "dalle grandi orecchie"), su richiesta di Gabriel Hanot all'UEFA, dopo la vittoria nell'edizione 1965-1966;
- Ajax (Paesi Bassi), che ottenne il trofeo originale dopo il terzo trionfo consecutivo nell'edizione 1972-1973;
- Bayern Monaco (Germania), che ottenne il trofeo originale dopo la terza vittoria consecutiva nell'edizione 1975-1976;
- Milan (Italia), che ottenne il trofeo originale dopo la conquista del quinto titolo nell'edizione 1993-1994;
- Liverpool (Inghilterra), ultima squadra ad ottenere il trofeo originale dopo il suo quinto trionfo nell'edizione 2004-2005.

Dal 2008, la coppa originale, che è la sesta utilizzata viste le cinque assegnazioni permanenti e che è in uso dal 2006, resta in ogni caso all'UEFA. Alla squadra vincitrice della Champions League viene consegnata la coppa autentica nel corso della cerimonia di premiazione, coppa che viene riconsegnata poi agli addetti speciali della UEFA al termine della cerimonia stessa. La stessa UEFA regala negli istanti successivi una replica del trofeo alla squadra vincitrice dell'edizione, la quale viene inciso al centro sul retro il nome della squadra stessa che lo ha ottenuto, la replica del trofeo dal 2009 è delle stesse dimensioni di quello originale, mentre in precedenza erano in scala massima dell'80%.

### Distintivo dei plurivincitori e logo del detentore
Dalla stagione 2000-2001 le squadre capaci di aggiudicarsi tre tornei consecutivi o cinque anche non consecutivi ma in tutto sono, inoltre, insignite del multiple-winner badge (in italiano: distintivo dei plurivincitori). Tale stemma alla sua introduzione era di colore blu e divenuto argento dal 2012, raffigurava la coppa stilizzata con all'interno il numero di Champions League (e Coppe Campioni) vinte. Dalla stagione 2021-2022 il multiple-winner badge consiste nel classico bollo con il logo della competizione, identico al logo sulla spalla sinistra di ogni squadra partecipante, contenente semplicemente il numero delle Champions League vinte e posto sulla manica sinistra.
I sei club che possono fregiarsi del distintivo dei plurivincitori sono:
- Real Madrid (Spagna)
- Milan (Italia)
- Ajax (Paesi Bassi)
- Bayern Monaco (Germania)
- Liverpool (Inghilterra)
- Barcellona (Spagna)

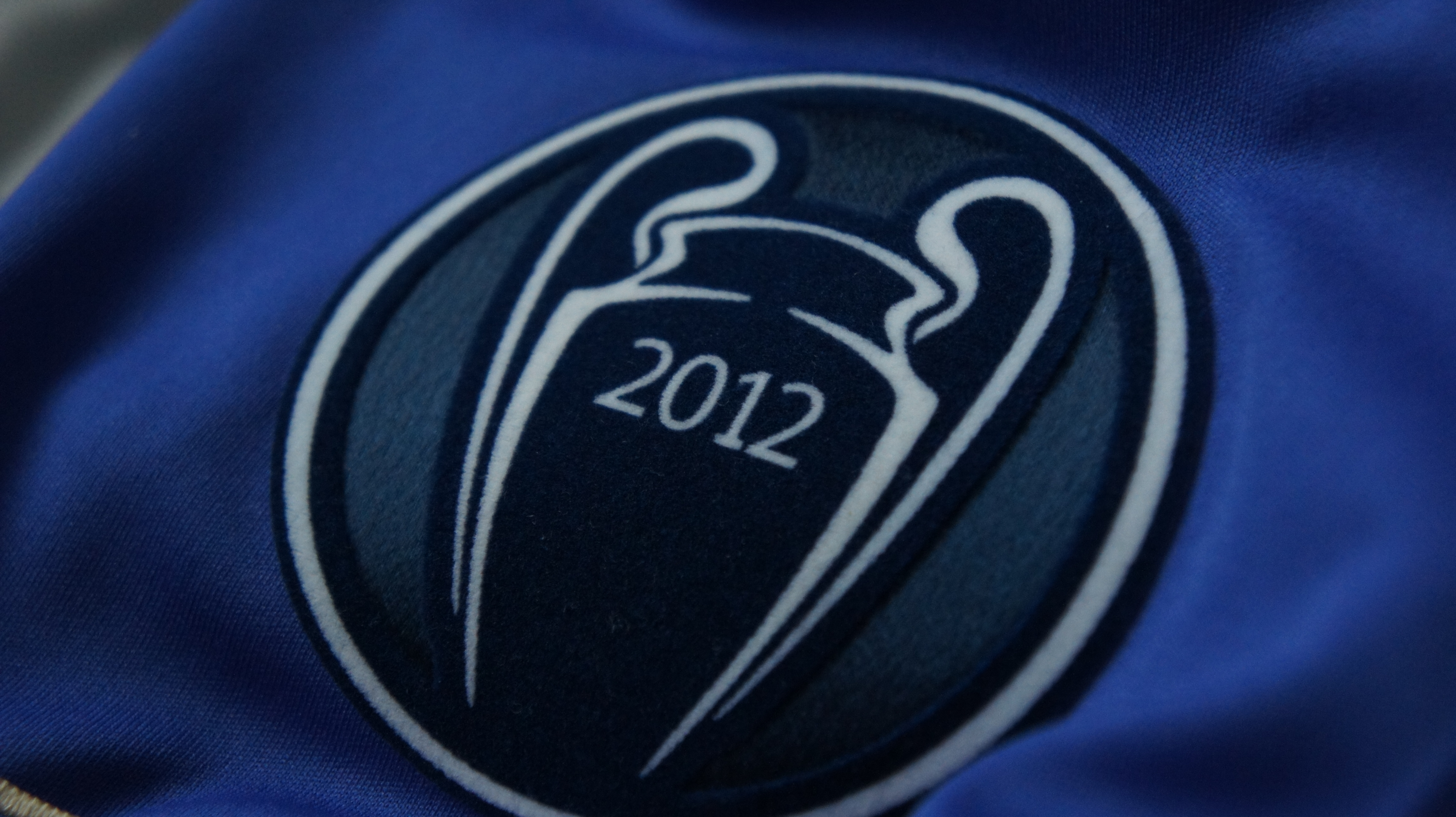
Il "logo del detentore del titolo" utilizzato nella stagione 2012-2013 dai campioni d'Europa uscenti del

Nell'edizione 2004-2005 l'UEFA ha, infine, introdotto il title-holder logo (in italiano: logo del detentore del titolo), che viene apposto sulla manica destra della maglia della detentrice del trofeo nella stagione successiva alla vittoria. La prima squadra a indossare il logo è stato il Porto, campione d'Europa 2003-2004.

## Squadre ammesse
Alla UEFA Champions League possono partecipare le squadre che militano nei campionati associati alla UEFA (eccetto quelle del Liechtenstein che non organizza un proprio campionato), in base alla posizione in classifica ottenuta durante la precedente stagione. A queste si aggiunge per diritto la squadra detentrice del trofeo.
Ogni nazione quindi apporta un numero di partecipanti differente a seconda della difficoltà del proprio campionato, calcolato in base al coefficiente UEFA. Secondo tale classifica, viene deciso il numero di squadre partecipanti:
- dalla prima alla quarta nazione: si qualificano le squadre classificate dal 1º al 4º posto,
- quinta e sesta nazione: si qualificano le squadre classificate dal 1º al 3º posto,
- dalla settima alla quindicesima nazione: si qualificano le squadre classificate al 1º ed al 2º posto,
- oltre la sedicesima nazione: si qualifica solo la squadra classificata al 1º posto;
- detentrice del trofeo;
- detentrice dell'Europa League.

Il coefficiente UEFA determina automaticamente a che livello una squadra dovrà iniziare a competere: i primi quattro campionati, che apportano quattro squadre, vedono tali squadre partire tutte dal girone unico. 
Le successive due nazioni iscrivono due squadre direttamente al girone unico ed una al terzo turno di qualificazione (tuttavia, c'è un'eccezione per la squadra terza classificata nel campionato della quinta federazione nel ranking UEFA: questa squadra sarà ammessa direttamente ai gironi qualora la detentrice dell'Europa League fosse qualificata al girone della competizione tramite il campionato a cui prende parte); le seguenti quattro federazioni di posti assicurati nei gironi ne hanno uno solo a testa (club vincitore del campionato nazionale), mente l'altra squadra qualificata partecipa nei turni di qualificazione. 
Le nazioni dall'11º al 15º posto nel ranking europeo non hanno squadre direttamente qualificate al girone ma solamente due che devono affrontare le qualificazioni (eccezion fatta per la nazione 11ª classificata: il club vincitore del suo campionato si qualificherà ai gironi solo se la detentrice della Champions League fosse già qualificata ai gironi della successiva edizione tramite il campionato a cui prende parte). Infine, tutte le nazioni classificate dal 16º posto in giù hanno solamente una squadra, ovvero il vincitore del campionato, ai preliminari (ad eccezione del Liechtenstein, in quanto non ha un campionato nazionale, ma solamente la coppa nazionale; questo paese quindi può accedere alla Champions solo in qualità di detentore dell'Europa League o della Champions League) ed il turno di accesso dipende dal piazzamento del loro campionato nel coefficiente UEFA. 
Oltre ai già citati meriti sportivi, ogni club, per partecipare alla UEFA Champions League, deve ricevere dalla propria associazione calcistica una particolare licenza, utile a comprovare l'adeguatezza dello stadio, delle infrastrutture e della stabilità finanziaria.
La distribuzione odierna, confermata fino al 2024, prevede la partecipazione al tabellone principale di 15 campioni in carica, tutti campioni nazionali o 14 campioni nazionali più i campioni d’Europa, contro i 32 campioni della distribuzione classica in vigore fino al 1994. Sono invece 17 le società semplicemente piazzate, eventualmente compresi i detentori della UEFA Europa League.

## Premi in denaro
Premi UEFA Champions League 2021-2022, quote di partenza (500,5 milioni di euro)
I 32 club qualificati alla fase a gironi riceveranno 25,64 milioni di euro suddivisi in acconto da 24,8 milioni di euro e saldo da 0,84 milioni di euro.
Premi UEFA Champions League 2021-2022, importi fissi (600,6 milioni di euro)
Per ogni partita della fase a gironi verranno assegnati dei bonus in base alle prestazioni: 2,8 milioni di euro per una vittoria e 930.000 euro per un pareggio. Gli importi non distribuiti (930.000 euro per pareggio) saranno raccolti e ridistribuiti tra le squadre partecipanti alla fase a gironi con quote proporzionali al numero di vittorie.
I club che si qualificano alla fase ad eliminazione diretta riceveranno i seguenti contributi:
- qualificazione agli ottavi di finale: 9,6 milioni di euro per club;
- qualificazione ai quarti di finale: 10,6 milioni di euro per club;
- qualificazione alle semifinali: 12,5 milioni di euro per club;
- qualificazione alla finale: 15,5 milioni di euro per club;
- la vincente della finale di UEFA Champions League riceverà 95 milioni di euro supplementari;
- i due club che si qualificano alla Supercoppa UEFA 2022 riceveranno 3,5 milioni di euro ciascuno, con la vincente che riceverà 1 milione di euro supplementare[25].

## Albo d'oro e statistiche
Di seguito l'albo d'oro a partire dall'edizione inaugurale del 1955-1956. Dall'edizione 1992-1993 viene cambiato il nome in UEFA Champions League.
Le squadre in grassetto sono quelle al loro primo titolo e il numero tra parentesi indica i titoli ottenuti fino a quel momento, incluso quello conquistato nella stessa stagione.
- 1955-1956:   Real Madrid
- 1956-1957:   Real Madrid (2)
- 1957-1958:   Real Madrid (3)
- 1958-1959:   Real Madrid (4)
- 1959-1960:   Real Madrid (5)
- 1960-1961:   Benfica
- 1961-1962:   Benfica (2)
- 1962-1963:   Milan
- 1963-1964:   Inter
- 1964-1965:   Inter (2)
- 1965-1966:   Real Madrid (6)
- 1966-1967:   Celtic
- 1967-1968:   Manchester Utd
- 1968-1969:   Milan (2)
- 1969-1970:   Feyenoord
- 1970-1971:   Ajax
- 1971-1972:   Ajax (2)
- 1972-1973:   Ajax (3)
- 1973-1974:   Bayern Monaco
- 1974-1975:   Bayern Monaco (2)
- 1975-1976:   Bayern Monaco (3)
- 1976-1977:   Liverpool
- 1977-1978:   Liverpool (2)
- 1978-1979:   Nottingham Forest
- 1979-1980:   Nottingham Forest (2)
- 1980-1981:   Liverpool (3)
- 1981-1982:   Aston Villa
- 1982-1983:   Amburgo
- 1983-1984:   Liverpool (4)
- 1984-1985:   Juventus
- 1985-1986:   Steaua Bucarest
- 1986-1987:   Porto
- 1987-1988:   PSV
- 1988-1989:   Milan (3)
- 1989-1990:   Milan (4)
- 1990-1991:   Stella Rossa
- 1991-1992:   Barcellona
- 1992-1993:   Olympique Marsiglia
- 1993-1994:   Milan (5)
- 1994-1995:   Ajax (4)
- 1995-1996:   Juventus (2)
- 1996-1997:   Borussia Dortmund
- 1997-1998:   Real Madrid (7)
- 1998-1999:   Manchester Utd (2)
- 1999-2000:   Real Madrid (8)
- 2000-2001:   Bayern Monaco (4)
- 2001-2002:   Real Madrid (9)
- 2002-2003:   Milan (6)
- 2003-2004:   Porto (2)
- 2004-2005:   Liverpool (5)
- 2005-2006:   Barcellona (2)
- 2006-2007:   Milan (7)
- 2007-2008:   Manchester Utd (3)
- 2008-2009:   Barcellona (3)
- 2009-2010:   Inter (3)
- 2010-2011:   Barcellona (4)
- 2011-2012:   Chelsea
- 2012-2013:   Bayern Monaco (5)
- 2013-2014:   Real Madrid (10)
- 2014-2015:   Barcellona (5)
- 2015-2016:   Real Madrid (11)
- 2016-2017:   Real Madrid (12)
- 2017-2018:   Real Madrid (13)
- 2018-2019:   Liverpool (6)
- 2019-2020:   Bayern Monaco (6)
- 2020-2021:   Chelsea (2)
- 2021-2022:   Real Madrid (14)
- 2022-2023:   Manchester City
- 2023-2024:   Real Madrid (15)
- 2024-2025:   Paris Saint-Germain

### Vittorie per squadra
| Squadra               | Nazione             | Vittorie | Secondi posti | Finali giocate |
| --------------------- | ------------------- | -------- | ------------- | -------------- |
| Real Madrid           | Spagna              | 15       | 3             | 18             |
| Milan                 | Italia              | 7        | 4             | 11             |
| Bayern Monaco         | Germania            | 6        | 5             | 11             |
| Liverpool             | Inghilterra         | 6        | 4             | 10             |
| Barcellona            | Spagna              | 5        | 3             | 8              |
| Ajax                  | Paesi Bassi         | 4        | 2             | 6              |
| Inter                 | Italia              | 3        | 4             | 7              |
| Manchester Utd        | Inghilterra         | 3        | 2             | 5              |
| Juventus              | Italia              | 2        | 7             | 9              |
| Benfica               | Portogallo          | 2        | 5             | 7              |
| Chelsea               | Inghilterra         | 2        | 1             | 3              |
| Nottingham Forest     | Inghilterra         | 2        | 0             | 2              |
| Porto                 | Portogallo          | 2        | 0             | 2              |
| Borussia Dortmund     | Germania            | 1        | 2             | 3              |
| Amburgo               | Germania Ovest      | 1        | 1             | 2              |
| Celtic                | Scozia              | 1        | 1             | 2              |
| Olympique Marsiglia   | Francia             | 1        | 1             | 2              |
| Steaua Bucarest       | Romania             | 1        | 1             | 2              |
| Manchester City       | Inghilterra         | 1        | 1             | 2              |
| Paris Saint-Germain   | Francia             | 1        | 1             | 2              |
| Aston Villa           | Inghilterra         | 1        | 0             | 1              |
| Feyenoord             | Paesi Bassi         | 1        | 0             | 1              |
| PSV                   | Paesi Bassi         | 1        | 0             | 1              |
| Stella Rossa          | Jugoslavia / Serbia | 1        | 0             | 1              |
| Atlético Madrid       | Spagna              | 0        | 3             | 3              |
| Stade Reims           | Francia             | 0        | 2             | 2              |
| Valencia              | Spagna              | 0        | 2             | 2              |
| Fiorentina            | Italia              | 0        | 1             | 1              |
| Eintracht Francoforte | Germania            | 0        | 1             | 1              |
| Partizan              | Jugoslavia / Serbia | 0        | 1             | 1              |
| Panathīnaïkos         | Grecia              | 0        | 1             | 1              |
| Leeds Utd             | Inghilterra         | 0        | 1             | 1              |
| Saint-Étienne         | Francia             | 0        | 1             | 1              |
| Borussia M'gladbach   | Germania            | 0        | 1             | 1              |
| Club Bruges           | Belgio              | 0        | 1             | 1              |
| Malmö FF              | Svezia              | 0        | 1             | 1              |
| Roma                  | Italia              | 0        | 1             | 1              |
| Sampdoria             | Italia              | 0        | 1             | 1              |
| Bayer Leverkusen      | Germania            | 0        | 1             | 1              |
| Monaco                | Francia             | 0        | 1             | 1              |
| Arsenal               | Inghilterra         | 0        | 1             | 1              |
| Tottenham             | Inghilterra         | 0        | 1             | 1              |

### Vittorie per federazione
| Federazione | Finali vinte | Finali perse | Finali totali | Vincitrici                                                                                             | Finaliste |
| ----------- | ------------ | ------------ | ------------- | --- | --- |
| Spagna      | 20           | 11           | 31            | Real Madrid (15) Barcellona (5)                                                                        | Real Madrid (3) Barcellona (3) Atlético Madrid (3) Valencia (2)                                                            |
| Inghilterra | 15           | 11           | 26            | Liverpool (6) Manchester Utd (3) Nottingham Forest (2) Chelsea (2) Aston Villa (1) Manchester City (1) | Liverpool (4) Manchester Utd (2) Leeds Utd (1) Arsenal (1) Chelsea (1) Tottenham (1) Manchester City (1)                   |
| Italia      | 12           | 18           | 30            | Milan (7) Inter (3) Juventus (2)                                                                       | Juventus (7) Milan (4) Inter (4) Fiorentina (1) Roma (1) Sampdoria (1)                                                     |
| Germania    | 8            | 11           | 19            | Bayern Monaco (6) Amburgo (1) Borussia Dortmund (1)                                                    | Bayern Monaco (5) Borussia Dortmund (2) Borussia M'gladbach (1) Eintracht Francoforte (1) Bayer Leverkusen (1) Amburgo (1) |
| Paesi Bassi | 6            | 2            | 8             | Ajax (4) PSV (1) Feyenoord (1)                                                                         | Ajax (2) |
| Portogallo  | 4            | 5            | 9             | Benfica (2) Porto (2)                                                                                  | Benfica (5) |
| Francia     | 2            | 6            | 8             | Olympique Marsiglia (1) Paris Saint-Germain (1)                                                        | Stade Reims (2) Saint-Étienne (1) Olympique Marsiglia (1) Monaco (1) Paris Saint-Germain (1)                               |
| Scozia      | 1            | 1            | 2             | Celtic (1)                                                                                             | Celtic (1) |
| Romania     | 1            | 1            | 2             | Steaua Bucarest (1)                                                                                    | Steaua Bucarest (1) |
| Jugoslavia  | 1            | 1            | 2             | Stella Rossa (1)                                                                                       | Partizan (1) |
| Grecia      | 0            | 1            | 1             | — | Panathīnaïkos (1) |
| Belgio      | 0            | 1            | 1             | — | Club Bruges (1) |
| Svezia      | 0            | 1            | 1             | — | Malmö FF (1) |